# Val Peat
Val Peat (eigentlich Valerie Peat, geb. Wild; * 30. April 1947 in Thurnscoe, South Yorkshire; † 14. Mai 1997) war eine britische Sprinterin.
Bei den Olympischen Spielen 1968 in Mexiko-Stadt erreichte sie über 100 Meter das Halbfinale.
1969 gewann sie bei den Europameisterschaften in Athen Bronze über 200 Meter und mit der britischen Mannschaft in der 4-mal-100-Meter-Staffel. Über 100 Meter wurde sie Vierte.
Bei den British Commonwealth Games 1970 in Edinburgh wurde sie Vierte über 100 Meter und gewann mit der englischen 4-mal-100-Meter-Stafette Silber. 1971 schied sie bei den Europameisterschaften in Helsinki über 100 Meter im Vorlauf aus und wurde mit der britischen 4-mal-100-Meter-Stafette Sechste.
1968 wurde sie Englische Meisterin über 100 und 200 Meter.

## Persönliche Bestzeiten
- 100 m: 11,39 s, 14. Oktober 1968, Mexiko-Stadt
- 200 m: 23,34 s, 19. September 1969, Athen